# Goux-sous-Landet
Goux-sous-Landet ist eine französische Gemeinde mit 60 Einwohnern (Stand: 1. Januar 2022) im Département Doubs in der Region Bourgogne-Franche-Comté.

## Geographie

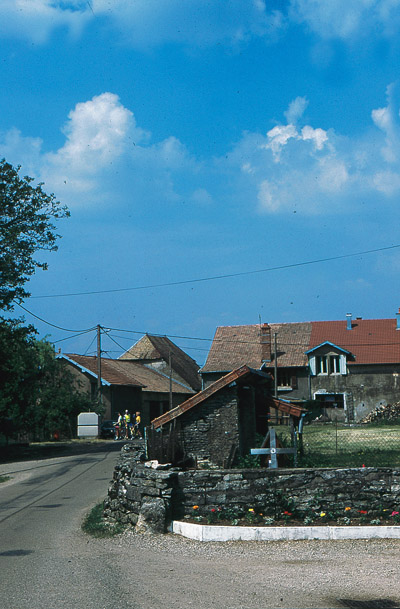
Goux-sous-Landet

Goux-sous-Landet liegt auf 425 m, etwa 19 Kilometer südsüdwestlich der Stadt Besançon (Luftlinie). Das Dorf erstreckt sich im Jura, auf dem Plateau westlich des Tals der Loue, die hier in einem Bogen weit nach Norden ausgreift, am Ostfuß der Höhe des Landet.
Die Fläche des 5,42 km² großen Gemeindegebiets umfasst einen Abschnitt des französischen Juras. Der östliche Teil des Gebietes wird vom Plateau von Goux eingenommen, das durchschnittlich auf 440 m liegt und teils von Wiesland, teils auch von Wald bestanden ist. Das Plateau besitzt keine oberirdischen Fließgewässer, weil das Niederschlagswasser im verkarsteten Untergrund versickert. Nach Westen erstreckt sich das Gemeindeareal auf den dicht bewaldeten, langgezogenen Kamm des Bois du Landet, der in Nord-Süd-Richtung orientiert ist. Hier wird mit 581 m die höchste Erhebung von Goux-sous-Landet erreicht.
Nachbargemeinden von Goux-sous-Landet sind Palantine im Norden, Rouhe im Osten, Cussey-sur-Lison und Le Val mit Pointvillers im Süden sowie Pessans und Lavans-Quingey im Westen.

## Geschichte
Im Mittelalter gehörte Goux zur Kastlanei von Quingey. Zusammen mit der Franche-Comté gelangte das Dorf mit dem Frieden von Nimwegen 1678 an Frankreich. Um Verwechslungen mit anderen Ortschaften des gleichen Namens zu vermeiden, wurde Goux 1923 offiziell in Goux-sous-Landet umbenannt.

## Bevölkerung
Mit 60 Einwohnern (Stand 1. Januar 2022) gehört Goux-sous-Landet zu den kleinsten Gemeinden des Départements Doubs. Nachdem die Einwohnerzahl in der ersten Hälfte des 20. Jahrhunderts deutlich abgenommen hatte (1886 wurden noch 113 Personen gezählt), wurden seit Beginn der 1970er Jahre nur noch geringe Schwankungen verzeichnet.
| Jahr                       | 1962 | 1968 | 1975 | 1982 | 1990 | 1999 | 2007 | 2016 |
| Einwohner                  | 64   | 55   | 54   | 53   | 56   | 42   | 48   | 77   |
| Quellen: Cassini und INSEE |      |      |      |      |      |      |      |      |

## Wirtschaft und Infrastruktur
Goux-sous-Landet war bis weit ins 20. Jahrhundert hinein ein vorwiegend durch die Landwirtschaft und die Forstwirtschaft geprägtes Dorf. Noch heute leben die Bewohner zur Hauptsache von der Tätigkeit im ersten Sektor. Außerhalb des primären Sektors gibt es fast keine Arbeitsplätze im Dorf. Einige Erwerbstätige sind auch Wegpendler, die in den umliegenden größeren Ortschaften ihrer Arbeit nachgehen.
Die Ortschaft liegt abseits der größeren Durchgangsstraßen nahe einer Departementsstraße, die von Courcelles nach Myon führt.